# التعليم في جوسون

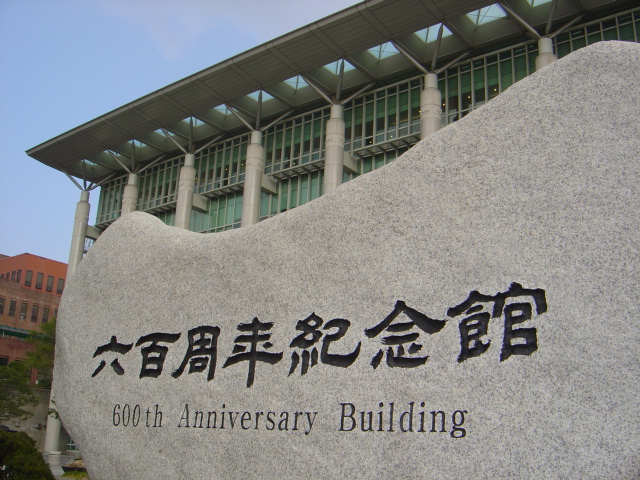

التعليم في جوسون كان يهدف إلى تجهيز الطلبة من أجل شغل الوظائف الحكومية. هدف أغلب الطلبة كان اجتياز اختبار الدولة المعروف باسم غواغو. المنشآت التعليمية في مملكة جوسون كانت منتشرة بشكل كبير، وتقسم إلى منشآت خاصة وعامة. أكبر المنشآت التعليمية هي سونغينغوان والتي تقع في العاصمة. بعد ذلك تأتي سابوهاكدانغ (사부학당) وهي أربع مدارس تقدم التدريب العملي، وبعد ذلك تأتي هيانغيو وهي مدارس تنتشر في مقاطعات جوسون الثمانية. مدارس هيانغيو لم يعد يُهتم بها وسيطرت مدارس سوون وسودانغ على التعليم في أغلب عهد جوسون.